# Liste des conseillers de Paris (1977-1983)
Cet article regroupe les 109 conseillers de Paris pour 1977-1983.

## Liste des conseillers de Paris

### 1eret4earrondissements
| Période | Période | Identité               | Étiquette        | Qualité                                            |
| ------- | ------- | ---------------------- | ---------------- | -------------------------------------------------- |
| 1977    | 1983    | Pierre-Charles Krieg   | Union pour Paris | Conseiller depuis 1971                             |
| 1977    | 1983    | Monique Garnier-Lançon | Union pour Paris | Conseillère depuis 1971 Adjointe au Maire de Paris |
| 1977    | 1983    | André Meunier          | Union pour Paris | Docteur en médecine                                |
| 1977    | 1983    | Robert Grillou         | Union pour Paris | Avocat à la Cour                                   |

### 2eet3earrondissements
| Période | Période          | Identité                   | Étiquette    | Qualité                                                                                         |
| ------- | ---------------- | -------------------------- | ------------ | ----------------------------------------------------------------------------------------------- |
| 1977    | 1978 (décès)     | Georges Dayan              | PS           | Conseiller d'Etat Ancien député du Gard (1967-1968)                                             |
| 1978    | 1983             | Pierre Le Morvan (-2011)   | PS           | Inspecteur principal des PTT (remplace Georges Dayan)                                           |
| 1977    | 1981 (démission) | Claude Quin                | PCF          | Economiste                                                                                      |
| 1981    | 1983             | Simone Goenvic (1941-2013) | PCF          | Employée de banque (remplace Claude Quin)                                                       |
| 1977    | 1983             | Pierre Dabezies            | apparenté PS | Ancien officier parachutiste Professeur agrégé de droit public Député (juillet à décembre 1981) |
| 1977    | 1983             | Jack Lang                  | PS           | Professeur agrégé des Facultés de droit Ministre (1981-1986)                                    |

### 5earrondissement
| Période | Période      | Identité            | Étiquette        | Qualité |
| ------- | ------------ | ------------------- | ---------------- | --- |
| 1977    | 1983         | Jacques Chirac      | Union pour Paris | Conseiller référendaire à la Cour des Comptes Député de la Corrèze (1967-1968, 1973, 1976-1986, 1988-1995) Président du Conseil Général de la Corrèze (1970-1979) Secrétaire d'Etat (1967-1971) Ministre (1971-1974) Premier Ministre (1974-1976, 1986-1988)) Maire de Paris (1977-1995) Président de la République (1995-2007) |
| 1977    | 1981 (décès) | Florian Delbarre    | Union pour Paris | Professeur à la Faculté de Médecine |
| 1981    | 1983         | Jean-Pierre Marliac | Union pour Paris | Docteur en pharmacie (remplace Florian Delbarre) |
| 1977    | 1983         | Roger Romani        | Union pour Paris | Conseiller depuis 1971 Adjoint au maire de Paris |
| 1977    | 1983         | Jean Tiberi         | Union pour Paris | Conseiller depuis 1965 Adjoint au maire de Paris |

### 6earrondissement
| Période | Période | Identité                    | Étiquette        | Qualité                                                               |
| ------- | ------- | --------------------------- | ---------------- | --------------------------------------------------------------------- |
| 1977    | 1983    | Pierre Bas                  | Union pour Paris | Conseiller depuis 1965                                                |
| 1977    | 1983    | Raymond Dohet               | Union pour Paris | Conseiller depuis 1971                                                |
| 1977    | 1983    | François Collet             | Union pour Paris | Conseiller depuis 1965                                                |
| 1977    | 1983    | Pierre Récamier (1917-2010) | Union pour Paris | Chef de service organisation Maire du 6ème arrondissement (1970-1977) |

### 7earrondissement
| Période | Période | Identité                | Étiquette        | Qualité                                                           |
| ------- | ------- | ----------------------- | ---------------- | ----------------------------------------------------------------- |
| 1977    | 1983    | Édouard Frédéric-Dupont | Union pour Paris | Conseiller (1933-1944, 1945-1947 et depuis 1953) Adjoint au Maire |
| 1977    | 1983    | Jean-Philippe Hubin     | Union pour Paris | Cadre                                                             |
| 1977    | 1983    | Philippe Mithouard      | Union pour Paris | Conseiller depuis 1971                                            |
| 1977    | 1983    | Henri-Dominique Magnin  | Union pour Paris | Agent de change                                                   |

### 8earrondissement
| Période | Période | Identité                  | Étiquette        | Qualité |
| ------- | ------- | ------------------------- | ---------------- | --- |
| 1977    | 1983    | Maurice Couve de Murville | Union pour Paris | Haut fonctionnaire, diplomate Ministre (1958-1968) Premier Ministre (1968-1969) Député (1968, 1973-1986) Sénateur (1986-1995) |
| 1977    | 1983    | Raymond Bourgine          | Union pour Paris | Journaliste, directeur de société Sénateur (1977-1990) Adjoint au maire de Paris                                              |
| 1977    | 1983    | François Lebel            | Union pour Paris | Cadre de société Maire du 8ème arrondissement (1983-2014)                                                                     |
| 1977    | 1983    | Roger Monnet              | Union pour Paris | Cadre à la Compagnie Générale des Eaux Ancien maire du 8ème arrondissement (1968-1977)                                        |

### 9earrondissement
| Période | Période | Identité          | Étiquette        | Qualité |
| ------- | ------- | ----------------- | ---------------- | --- |
| 1977    | 1983    | Gabriel Kaspereit | Union pour Paris | Conseiller depuis 1965 Adjoint au maire de Paris                                                                        |
| 1977    | 1983    | Jacqueline Nebout | Union pour Paris | Adjointe au Maire de Paris (1977-1995) Députée au Parlement européen (1983-1984) Conseillère régionale de'Île-de-France |
| 1977    | 1983    | Raymond Colibeau  | Union pour Paris | Conseiller depuis 1965                                                                                                  |
| 1977    | 1983    | Edmond Poli       | Union pour Paris | Gérant de société |

### 10earrondissement
| Période | Période | Identité                   | Étiquette        | Qualité                                              |
| ------- | ------- | -------------------------- | ---------------- | ---------------------------------------------------- |
| 1977    | 1983    | Claude-Gérard Marcus       | Union pour Paris | Conseiller depuis 1965 Adjoint au Maire de Paris     |
| 1977    | 1983    | Léon Cros                  | Union pour Paris | Conseiller depuis 1965 Adjoint au Maire de Paris     |
| 1977    | 1983    | Claude Challal (1940-2014) | Union pour Paris | Publiciste Maire du 10ème arrondissement (1989-1995) |
| 1977    | 1983    | Jean Romanetti             | Union pour Paris | Administrateur de journal                            |

### 11earrondissement
| Période | Période          | Identité            | Étiquette                     | Qualité                                                        |
| ------- | ---------------- | ------------------- | ----------------------------- | -------------------------------------------------------------- |
| 1977    | 1978 (démission) | Maurice Berlemont   | PCF                           | Conseiller depuis 1945                                         |
| 1978    | 1983             | Jean-Jacques Rosat  | PCF (exclu du groupe en 1981) | Professeur agrégé de philosophie (remplace Maurice Berlemont)  |
| 1977    | 1983             | Roland Wloszczowski | PCF                           | Conseiller depuis 1971                                         |
| 1977    | 1979 (démission) | Thérèse Etner       | PS                            | Professeur agrégé                                              |
| 1979    | 1983             | Hélène Alesandrini  | PS                            | (remplace Thérèse Etner)                                       |
| 1977    | 1983             | Georges Sarre       | PS                            | Conseiller depuis 1971                                         |
| 1977    | 1983             | Liliane Brozille    | PCF                           | Conseillère depuis 1965                                        |
| 1977    | 1983             | Guy Gennesseaux     | MRG puis PDF                  | Directeur financier Adjoint au Maire de Paris à partir de 1981 |
| 1977    | 1983             | Madeleine Kagan     | PCF                           | Maquettiste-journaliste                                        |

### 12earrondissement
| Période | Période          | Identité                    | Étiquette         | Qualité |
| ------- | ---------------- | --------------------------- | ----------------- | --- |
| 1977    | 1982 (démission) | André Planchet              | Union pour Paris  | Conseiller depuis 1959 |
| 1982    | 1983             | Patrick Planchet            | Union pour Paris  | Juriste notarial (remplace André Planchet)                                                                                                 |
| 1977    | 1978 (démission) | Pierre de Bénouville        | Union pour Paris  | Editeur Député d'Ille-et-Vilaine (1951-1955 et 1958-1962) Maire de La Richardais (Ille-et-Vilaine) (1953-1965) Député de Paris (1970-1993) |
| 1978    | 1983             | Olivier Dassault            | Union pour Paris  | Ingénieur, docteur en informatique (remplace Pierre de Bénouville)                                                                         |
| 1977    | 1983             | Bernard Tiélès              | Libertés de Paris | Attaché commercial |
| 1977    | 1983             | Paul Pernin                 | Libertés de Paris | Conseiller d'entreprises Adjoint au maire de Paris Maire du 12ème arrondissement (1983-1995) Député (1978-1986)                            |
| 1977    | 1983             | Jean-Pierre Burriez         | Paris Renouveau   | Fonctionnaire |
| 1977    | 1983             | Fernand Rombach (1905-2005) | Libertés de Paris | Colonel honoraire de la Gendarmerie Ancien maire du 12ème arrondissement (1972-1977)                                                       |

### 13earrondissement
| Période | Période          | Identité              | Étiquette | Qualité                                     |
| ------- | ---------------- | --------------------- | --------- | ------------------------------------------- |
| 1977    | 1983             | André Voguet          | PCF       | Conseiller depuis 1947                      |
| 1977    | 1983             | Andrée Delbos         | PCF       | Conseillère depuis 1965                     |
| 1977    | 1983             | Daniel Benassaya      | PS        | Conseiller depuis 1971                      |
| 1977    | 1983             | Danielle Sommier      | PCF       | Soudeuse en téléphonie                      |
| 1977    | 1981 (démission) | Claude Masson         | PS        | Ingénieur                                   |
| 1981    | 1983             | Alexis Manaranche     | PS        | Lithographe (remplace Claude Masson)        |
| 1977    | 1981 (démission) | Louis Moulinet        | PS        | Conseiller depuis 1971                      |
| 1981    | 1983             | Jean-Pierre Welterlin | PS        | Agent hospitalier (remplace Louis Moulinet) |

### 14earrondissement
| Période | Période | Identité                       | Étiquette        | Qualité                                                                                    |
| ------- | ------- | ------------------------------ | ---------------- | ------------------------------------------------------------------------------------------ |
| 1977    | 1983    | Christian de La Malène         | Union pour Paris | Conseiller depuis 1965 Adjoint au maire de Paris                                           |
| 1977    | 1983    | Roland Carter                  | Union pour Paris | Cadre technico-commercial puis directeur de société Député (1958-1967, 1968-1973)          |
| 1977    | 1983    | Lionel Assouad                 | Union pour Paris | Conseiller depuis 1971                                                                     |
| 1977    | 1983    | Cyrille Pilipenko              | Union pour Paris | Directeur de société                                                                       |
| 1977    | 1983    | Marguerite Fialon              | Union pour Paris | Inspectrice principale des PTT                                                             |
| 1977    | 1983    | Pierre Dangles (1926-2013)     | Union pour Paris | Conseiller depuis 1971                                                                     |
| 1977    | 1983    | Patrick de Saevsky (1945-2012) | Union pour Paris | Ingénieur Conseiller du 16ème arrondissement (1975-1977) Ancien conseiller régional (1976) |

### 15earrondissement
| Période | Période | Identité               | Étiquette        | Qualité |
| ------- | ------- | ---------------------- | ---------------- | --- |
| 1977    | 1983    | Nicole de Hauteclocque | Union pour Paris | Conseillère depuis 1947                                                                                         |
| 1977    | 1983    | Georges Escudié        | Union pour Paris | Agent commercial, expert judiciaire Maire du 15ème arrondissement (1975-1977) Conseiller régional (1977-1983)   |
| 1977    | 1983    | Antoine Veil           | Union pour Paris | Conseiller depuis 1971                                                                                          |
| 1977    | 1983    | Jacques Marette        | Union pour Paris | Ancien conseiller (1959)                                                                                        |
| 1977    | 1983    | Claude Roux            | Union pour Paris | Conseiller depuis 1965                                                                                          |
| 1977    | 1983    | Jean Chérioux          | Union pour Paris | Conseiller depuis 1965                                                                                          |
| 1977    | 1983    | Alain Bise             | Union pour Paris | Avocat au barreau de Paris                                                                                      |
| 1977    | 1983    | Bernard Rocher         | Union pour Paris | Conseiller depuis 1965                                                                                          |
| 1977    | 1983    | Claude-André Debrion   | Union pour Paris | Conseiller depuis 1965                                                                                          |
| 1977    | 1983    | Michel Junot           | Union pour Paris | Ancien député (1958-1962) Ancien Préfet Ancien maire de Nanteuil-le-Haudouin (Oise) Député européen (1981-1983) |
| 1977    | 1983    | Guy Longeville         | Union pour Paris | Cadre de sociétés                                                                                               |

### 16earrondissement
| Période | Période | Identité                    | Étiquette         | Qualité                       |
| ------- | ------- | --------------------------- | ----------------- | ----------------------------- |
| 1977    | 1983    | Pierre Lépine               | Libertés de Paris | Conseiller depuis 1971        |
| 1977    | 1983    | Solange Marchal             | Libertés de Paris | Conseillère depuis 1971       |
| 1977    | 1983    | Jean Connehaye              | Paris Renouveau   | Architecte                    |
| 1977    | 1983    | Georges Mesmin              | Paris Renouveau   | Conseiller depuis 1971        |
| 1977    | 1983    | Pierre-Christian Taittinger | Paris Renouveau   | Ancien conseiller (1953-1971) |
| 1977    | 1983    | Colette Talmon              | Paris Renouveau   |                               |
| 1977    | 1983    | Michel Elbel                | Libertés de Paris | Conseiller depuis 1971        |
| 1977    | 1983    | Raymond Long                | Paris Renouveau   | Ancien Préfet                 |
| 1977    | 1983    | Gilbert Gantier             | Paris Renouveau   | Conseiller depuis 1971        |

### 17earrondissement
| Période | Période          | Identité                                       | Étiquette        | Qualité |
| ------- | ---------------- | ---------------------------------------------- | ---------------- | --- |
| 1977    | 1983             | Philippe Lafay                                 | Union pour Paris | Docteur en médecine |
| 1977    | 1979 (démission) | Hélène Missoffe                                | Union pour Paris | Actrice Députée de Paris (1974-1977, 1978-1986) Secrétaire d'Etat (1977-1978) Députée du Val-d'Oise (avril-septembre 1986) Sénatrice du Val-d'Oise (1986-1995) |
| 1979    | 1983             | Françoise de Panafieu (fille de la précédente) | Union pour Paris | Remplace Hélène Missoffe Sociologue Députée (1986-1995, 1997-2012) Ministre (mai-novembre 1995) Maire du 17ème arrondissement (2001-2008)                      |
| 1977    | 1983             | Micheline Bleynie                              | Union pour Paris | Présidente du club Paris 2000 |
| 1977    | 1983             | Robert Casso                                   | Union pour Paris | Conseiller depuis 1976 |
| 1977    | 1983             | Pierre Chédor                                  | Union pour Paris | Conseiller depuis 1971 |
| 1977    | 1983             | Serge Jeanneret                                | Union pour Paris | Journaliste, conseiller régional (1986-1992) |
| 1977    | 1983             | Jean de Préaumont                              | Union pour Paris | Conseiller depuis 1971 |
| 1977    | 1983             | Maurice Weill                                  | Union pour Paris | Conseiller depuis 1953 |

### 18earrondissement
| Période | Période | Identité         | Étiquette | Qualité |
| ------- | ------- | ---------------- | --------- | --- |
| 1977    | 1983    | Louis Baillot    | PCF       | Conseiller depuis 1953 |
| 1977    | 1983    | Monique Brown    | PCF       | Employée de banque |
| 1977    | 1983    | Claude Estier    | PS        | Conseiller depuis 1971 |
| 1977    | 1983    | Lionel Jospin    | PS        | Diplomate, universitaire Député de Paris (1981-1986) Député de Haute-Garonne (1986-1988 et 1997) Ministre (1988-1992) Premier Ministre (1997-2002) |
| 1977    | 1983    | Andrée Lefrère   | PCF       | Couturière |
| 1977    | 1983    | Bertrand Delanoë | PS        | Conseiller en communication Député (1981-1986) Sénateur (1995-2001) Maire de Paris (2001-2014)                                                     |
| 1977    | 1983    | Jean Gajer       | PCF       | Conseiller depuis 1971 |
| 1977    | 1983    | Noëlle Guilbon   | PCF       | Employée |
| 1977    | 1983    | Daniel Vaillant  | PS        | Technicien biologiste Ministre (1997-2002) Maire du 18ème arrondissement (1995-2001, 2003-2014) Député (1988-1993, 1994-1997 et depuis 2002)       |

### 19earrondissement
| Période | Période          | Identité         | Étiquette | Qualité |
| ------- | ---------------- | ---------------- | --------- | --- |
| 1977    | 1983             | Henri Fiszbin    | PCF       | Ouvrier tourneur puis permanent politique Député de Paris (1973-1978) Député des Alpes-Maritimes (1986-1988) |
| 1977    | 1983             | Françoise Durand | PCF       | Professeur d'histoire                                                                                        |
| 1977    | 1983             | Jean Diard       | PCF       | Conseiller depuis 1974                                                                                       |
| 1977    | 1978 (démission) | Pierre Guidoni   | PS        | Conseiller depuis 1971                                                                                       |
| 1978    | 1983             | Jean Rossin      | PS        | Ouvrier du Livre Remplace Pierre Guidoni                                                                     |
| 1977    | 1983             | Pierre Mattéi    | PRG       | Conseiller depuis 1971                                                                                       |
| 1977    | 1983             | Michèle Camous   | PCF       | Conseillère depuis 1971                                                                                      |

### 20earrondissement
| Période | Période | Identité                | Étiquette | Qualité |
| ------- | ------- | ----------------------- | --------- | --- |
| 1977    | 1983    | Henri Meillat           | PCF       | Conseiller depuis 1971                                                                                            |
| 1977    | 1983    | André Llanès            | PS        | Agent d'exploitation PTT                                                                                          |
| 1977    | 1983    | Noëlle Mariller         | PS        | Secrétaire de rédaction                                                                                           |
| 1977    | 1983    | Claude Beuzelin         | PS        | Cadre informatique chez Bull                                                                                      |
| 1977    | 1983    | Lydia Monbet            | PCF       | Secrétaire |
| 1977    | 1983    | Michel Charzat          | PS        | Maître de conférence Député (1981-1993, 1999-2007) Sénateur (1995-2000) Maire du 20ème arrondissement (1995-2008) |
| 1977    | 1983    | Michel Férignac         | PCF       | Conseiller depuis 1965                                                                                            |
| 1977    | 1983    | Christiane Schwartzbard | PCF       | Conseillère depuis 1965                                                                                           |